# Aniaba

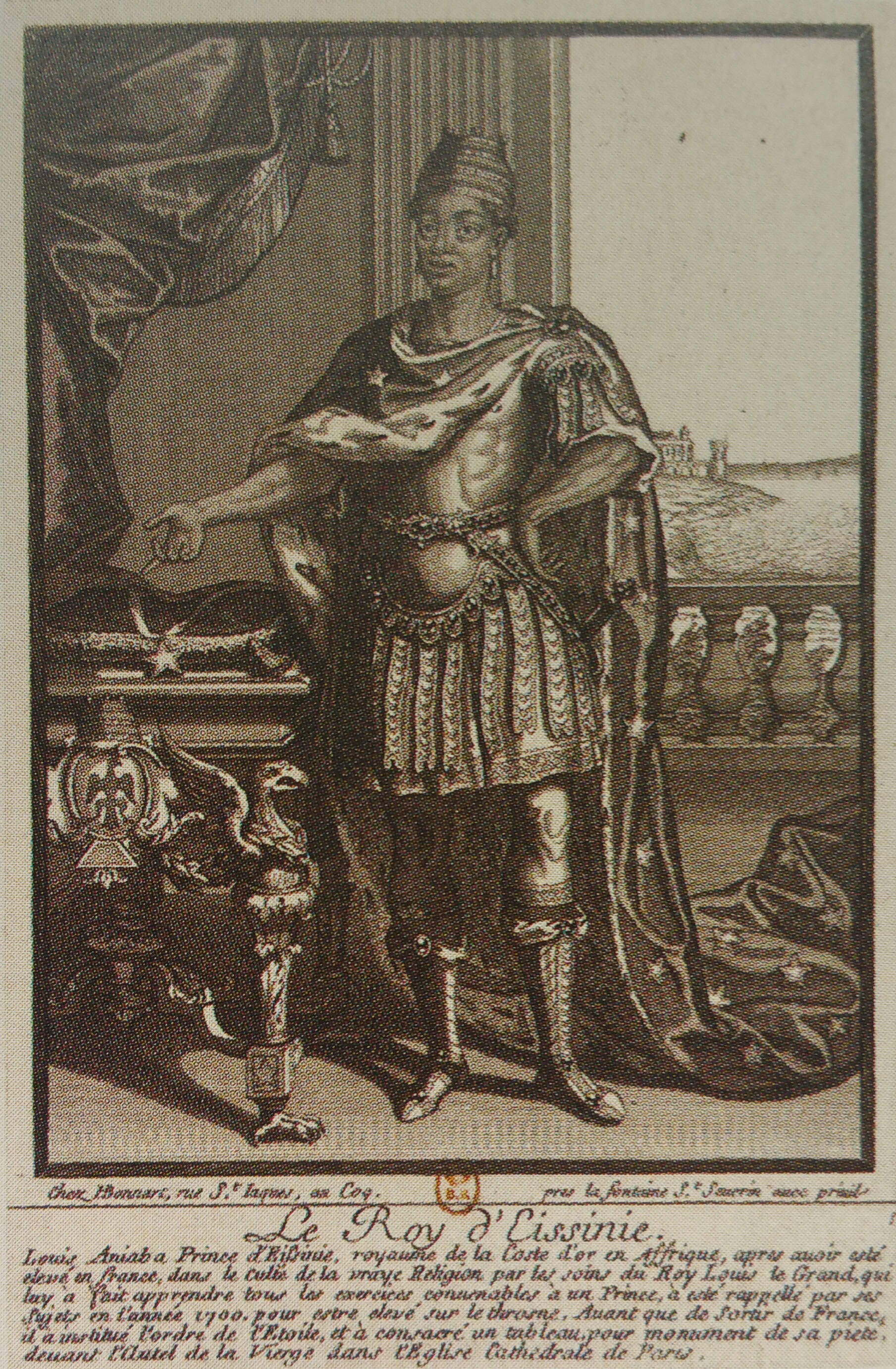
Le roy d'Eissenie, gravure d'Henri Bonnart représentant Louis, Anabia, prince d'Eissenie, royaume de la côte d'Or.

Aniaba (également écrit Anabia ou Anniaba) est un prince d'Assinie (sud de l'actuelle Côte-d'Ivoire), du peuple ehotilé, qui fut envoyé en France en mai 1688, à l'époque de l'arrivée des Français sur cette côte ouest-africaine. Converti au catholicisme, avec Louis XIV comme parrain, il passe une dizaine d'années à Paris, Versailles, et guerroie en Picardie au sein d'un régiment de cavalerie. De retour en Afrique sur ordre de la  Compagnie de Guinée, il échoue à gagner le trône de son royaume. 
Après des ouvrages africains lui étant dédiés dans les années 1970, et de simples mentions dans des ouvrages européens depuis, le roman Prince Ebène de Frédéric Couderc est le premier livre moderne en Europe qui se focalise en détail sur son parcours depuis le premier roman consacré à sa personne sur le vieux continent datant de 1740.

## Départ vers la France
En novembre 1687, le chevalier d’Amon et Jean-Baptiste du Casse sont reçus à Aboisso par Zéna ou Akassiny son successeur, le roi de Krindjabo, capitale du royaume du Sanwi. Offerts comme valets ou otages de luxe et gages commerciaux à ses hôtes par ce dernier, Aniaba et un dénommé Banga sont ramenés en France par un marchand. Aniaba est de sang présumé noble, comme indiqué dans la lettre de recommandation du père missionnaire dominicain Gonzalves avec laquelle son cousin Banga et lui-même débarquent du vaisseau commercial le Saint-Louis à La Rochelle, port d'attache en France des compagnies du Sénégal et de Guinée dont il s'agit ici, en mai 1688,. Présomption sur son ascendance confirmée alors par les mots de Du Casse lui-même,.
Sur les conseils d'un certain Hyon, marchand de perles de la rue du Petit-Lion, il entre dans la cathédrale Notre-Dame de Paris et est saisi d'une grande émotion religieuse qui attira alors l'intérêt de la Cour auprès de laquelle, probablement encouragé par son entourage, il se représente comme héritier présomptif de la couronne d'Assinie - ce qui correspondait à certains objectifs stratégiques de la France qui imaginait l'Assinie comme regorgeant d'or,.
Présenté à Jacques-Bénigne Bossuet, il lui fit valoir être d'une famille chrétienne d'Ispahan, fuyant une irruption, ce qui lui valut le sobriquet de chevalier tartare. Il fut par la suite, le 1er août 1691, baptisé par Bossuet dans l'église des Missions Étrangères, parrainé par Louis XIV dont il reçoit le prénom (prénom complet Louis-Jean), il profite des meilleurs précepteurs, devient officier d'un régiment de cavalerie avec une rente annuelle de douze mille livres, « le premier officier noir de l'armée française ».
Un ordre religieux, l'Ordre de l'Étoile-Notre-Dame, est même créé en 1701 à son intention pour protéger ses terres et sa mission en son retour qu'il confie à la Sainte Vierge. À cette occasion, il fait don à Notre-Dame de Paris d'un tableau exécuté par le peintre du roi, Augustin-Oudart Justinat, où il est représenté en présence du roi de France et de Bossuet, et remet au peintre un diplôme qui sera recueilli par le baron de Joursanvault. Le tableau disparut par la suite.

## Retour en Afrique
À la mort du roi Zéna, la Cour résolut de renvoyer Aniaba prendre possession de ses États, aidée par la Compagnie de Guinée qui espérait en tirer bénéfice. Accompagné de missionnaires et de marchands de la Compagnie, il partit le 19 avril 1701 pour arriver le 5 juillet. À leur arrivée, ils furent reçus par le nouveau roi Akasini, et Aniaba ne bénéficia d'aucune marque de respect. Après explications, les marchands purent toutefois obtenir du roi son accord à la construction d'une forteresse, le fort Saint-Louis, et permission au père dominicain Godefroy Loyer, préfet apostolique, d'évangéliser. Il en tira une relation de voyage publiée en 1714.
Plusieurs sources expliquent de façon différente qu'il n'ait eu absolument aucun pouvoir une fois revenu chez lui :
- la version officielle était qu'il était héritier mâle d'un pouvoir dont la transmission était matrilinéaire, ce qui est le cas à Krindjabo, centre du Royaume du Sanwi[22]. Il ne pouvait donc en aucun cas hériter d'un quelconque pouvoir ;
- particulièrement doué, il aurait été toutefois d'un statut social très inférieur, peut-être un esclave, poussé à se présenter en France sous le meilleur jour, afin de pousser la France à investir cette partie de l'Afrique. À l'appui de cette hypothèse, le Hollandais Willem (Guillaume) Bosman, dans son Voyage en Guinée de 1705[23] avance qu'il n'aurait jamais été que l'esclave d'un Kabaschir (Chef de canton, sur la Côte des Esclaves[24]), et aurait été reconnu à son retour à Assinie, perdant alors tout prestige ;
- une possibilité intermédiaire suggère que, bien qu'apparenté à la famille royale, il était trop éloigné du trône pour avoir le moindre droit à régner[25].

Par la suite, une grande incertitude plane sur son sort :
- n'ayant donc aucun droit à la succession, il aurait malgré tout été adopté par les nouveaux souverains Essouma de son village[26], mais sans aucun pouvoir[27] ;
- d'après l'article, Histoire de la Côte d'Ivoire, après être revenu à l'animisme et avoir penché en faveur des Hollandais et des Anglais[28], il serait devenu en 1704, se faisant appeler Hannibal, conseiller du roi de Quita (actuel Togo), ou bien Keta, au Ghana[29] ;
- la possibilité la plus documentée est qu'il serait revenu en France, à Libourne, en 1703[30] ;
- plus marginalement, selon , il aurait été frappé de cécité[source insuffisante].

Pour finir, dès 1740, son histoire romancée a été contée dans un ouvrage anonyme, Histoire de Louis Anniaba : Roi d'Essenie en Afrique sur la Côte de Guinée, faisant de lui le premier héros noir d'un roman français. Il faudra attendre presqu'un siècle entier et 1823 pour qu'Ourika, roman romantique basé sur l'histoire vraie de la jeune fille sénégalaise adoptive de la princesse de Beauvau de Claire de Duras mette en scène la première grande héroïne noire de la littérature occidentale dans sa suite.

## Probablement pas le premier officier noir de l'Armée française
Bien que clairement pionnier et remarquable par sa proximité avec le roi et des figures éminentes de la France du Grand Siècle qui nous permettent d'avoir de nombreuses sources historiques le concernant, Aniaba n'est probablement pas le premier officier noir de l'Armée française comme l'affirme Frédéric Couderc. Tout au plus, peut-être, le premier mousquetaire noir connu de l'armée royale, et probablement en Europe occidentale.
En effet, il existe, avant lui, au moins un autre personnage au récit commençant similairement: un prince africain enlevé à sa famille régnante comme caution de protection d'une petite communauté française dans une colonie en tentative d'installation qui a fini par grandir en France et s'intégrer dans l'armée et dans la haute société française de son temps. Il est arrivé en France en 1655, soit à peu près trente-trois ans avant Aniaba, à l'âge présumé de quatre ans, et serait un «machicorois», ancien nom donné aux Masikoro par les explorateurs français qui appellaient aussi Machicore le pays de la côte sud-est de l’île de Madagascar, du temps de François Cauche et Jacques Pronis comme rapporté dans la première version de L’Encyclopédie en 1765.
En 1675 : Machicor, jeune prince malgache (baptisé chrétiennement Jérôme mais nommé comme son père Dian Machicor [Ndrianmasikoro]), petit-fils d'un roi antanosy nommé Dian Ramach [Ndriandramaka], principal adversaire des administrateurs coloniaux de son temps, est devenu officier et cornette dans les Gardes du duc de Mazarin, alors gouverneur d'Alsace. Comme nous l'apprennent les récits d'Étienne de Flacourt,, il avait été enlevé avec d'autres descendants du chef local à Fort-Dauphin (Tôlanaro) comme caution puis embarqué le 12 février 1655 sur le navire L’Ours, arrivé à Saint-Nazaire le 27 avril 1655 avec de Flacourt et d'autres «otages de luxe» dont son cousin Palola. C'est les mémoires de voyage d'un certain H. de L'Hermine qui nous permettent de retrouver sa trace à Altkirch l'année en question lors d'une fête votive locale se tenant le 25 juillet, « fort content de sa condition [...] le jeune homme, auquel on avait donné en Alsace, le surnom de Fils de Roi (Königssohn), était fort bienvenu partout c'est-à-dire admis dans la meilleure société. »,.
En 1717 : quarante-deux ans après les vingt-cinq ans de Machicor en Alsace et seize ans après le départ d'Aniaba du territoire, on retouve un autre prince africain en France avec un parcours de vie qui commence de façon similaire à la leur. C'est Abraham Hannibal, bien qu'il fût, lui, arraché de sa terre natale  par des esclavagistes musulmans  dans sa tendre enfance puis acheté par le tsar de Russie Pierre Ier qui le sorti de l'esclavage, en fit son filleul puis fils adoptif. Hannibal fut aussi instruit et formé militairement en France passant entre les mains des meilleurs précepteurs entre Paris et Metz puis obtint son brevet d'ingénieur de l'Académie royale d'artillerie de La Fère (dans le même régiment où Napoléon Bonaparte aura sa première affectation soixante-deux ans plus tard) en 1723. En 1718, durant la Guerre de la Quadruple-Alliance, il s'engage à combattre à sa propre demande, dans les armées de Louis XV contre celles de l'oncle de celui-ci, Philippe V d'Espagne. Il s'illustre vaillamment, notamment lors d'une opération de sapeurs au siège de Fontarrabie ce qui lui vaudra de recevoir finalement le grade de capitaine dans l'Armée française. Il est le premier major-général afro-descendant d'une armée européenne: nommé en 1755 « général-lieutenant » puis général en chef d'armée en 1759, ce qui le place au troisième rang de la hiérarchie militaire et civile russe de l'époque.

## Dans la culture populaire
Outre ce premier récit romancé d'un auteur anonyme publié en 1740, mentionné ci-avant, Aniaba et sa vie ont inspiré de nombreux auteurs, dramaturges, historiens et scénaristes modernes produisant les représentations suivantes :

### Livres
- Le livre Aniaba, un Assinien à la cour de Louis XIV, publié en 1975 par la professeure d'Histoire, femme de lettres et femme politique ivoirienne Henriette Diabaté (co-auteur: Gilles Lambert) est l'un des premiers ouvrages francophones modernes à mettre en lumière ce personnage unique dans l'Histoire[41].

- La courte pièce de théâtre Le Prince d'Assinie, drame historique en 3 actes, du dramaturge ivoirien Anoma Kanié, paru en 1977, est inspiré de sa vie[42].

- Aniaba est mentionné dans le roman L'Allée du Roi de Françoise Chandernagor (1981), présentant, sous la forme de mémoires imaginaires écrits à la première personne, la vie de madame de Maintenon, épouse morganatique du roi, qui lui aurait présenté Aniaba[43].

- L'ouvrage Prince ébène de Frédéric Couderc, paru en 2003, narre en détail la vie extraordinaire du premier officier noir de l'armée française[44], devenu premier et unique mousquetaire noir de l'Histoire[45].

- Le tome 10 Adélaïde et le Prince noir de la série de romans historiques pour enfants (9 - 13 ans) Les Colombes du Roi-Soleil écrite par la  romancière française Anne-Marie Desplat-Duc et paru en 2011, met en scène une romance entre Aniaba à 17 ans et une jeune noble normande, Adélaïde de Pélissier, la "colombe" du tome, pensionnaire de Saint-Cyr[46],[47].

- Un chapitre du livre Les Enfants de l'Histoire - 16 destins exceptionnels, de l'Antiquité à nos jours, co-écrit par Céline Bathias-Rascalou et Dimitri Casali, publié en 2019, est consacré à Aniaba[48],[49].

- Un livre de Serge Bilé, Prince Aniaba, le mousquetaire ivoirien de Notre-Dame de Paris, est également sorti en mars 2023[50].

### Cinéma
Le personnage du mousquetaire noir Hannibal, lointainement inspiré par Aniaba (qui a vécu près de 60 ans après l'époque de l'action) est joué par l'acteur Ralph Amoussou dans le film Les Trois Mousquetaires : Milady (2023).

### Télévision
- Le Prince d'Assinie, Anniaba, joué par l'acteur britannique Marcus Griffiths, est introduit dans l'épisode 3 de la première saison de la série franco-canadienne Versailles (2015).

- Disney+ diffusera prochainement la série Black Musketeer, un spin-off du diptyque Les Trois Mousquetaires, librement adapté de Prince ébène[52].

### Comédie musicale
- Aniaba et le roi soleil, comédie musicale produite par Serge Bilé, chorégraphie: Serge Dodo, mise en scène: Souleymane Sow, dialogues: Alain Tailly, musique: Manu Didia. Lancement en mai 2025 en Côte d'Ivoire[53].